# 1997 BF3
1997 BF3 är en asteroid i huvudbältet som upptäcktes den 30 januari 1997 av den japanska astronomen Takao Kobayashi vid Ōizumi-observatoriet.
Asteroiden har en diameter på ungefär 3 kilometer.